# Koopsta Knicca
Koopsta Knicca właśc. Robert Cooper (ur. 27 kwietnia 1975 w Nashville, zm. 9 października 2015 w Memphis) – amerykański raper, były członek zespołu hip-hopowego Three 6 Mafia.

## Dyskografia
Albumy studyjne
- Da Devil's Playground: Underground Tape (1994) (produced by DJ Paul)
- Da Devil's Playground: Underground Solo[1] (1999) (produced by DJ Paul)
- Da K Project[2] (2002)
- Undaground Muzic, Vol. 1[3] (2003)
- De Inevitable[4] (2004)
- The Mind Of Robert Cooper[5](2005)
- A Murda In Room 8 (28 września, 2010)
- Da Devil's Playground 2 (styczeń 2011)

Z Three 6 Mafia
- Smoked Out, Loced Out (1994)
- Mystic Stylez (1995)
- Live By Yo Rep (1995)
- Chapter 1: The End (1996)
- Chapter 2: World Domination (1997)
- Underground Vol. 1: (1991–1994) (1999)
- Underground Vol. 2: Club Memphis (1999)
- Underground Vol. 3: Kings of Memphis (2000)
- When the Smoke Clears: Sixty 6, Sixty 1 (2000)
- Most Known Hits (2005)*
- Smoked Out Music Greatest Hits (2006)*
- Prophet's Greatest Hits (2007)*

* jako gość
Z Prophet Posse/Hypnotize Camp Posse
- Body Parts (1998)
- Three 6 Mafia Presents: Hypnotize Camp Posse (2000)

### Występy gościnne
- "The Airport" z Indo G, Kelo, K-Rock & T-Rock
- "Cars, Clothes, Hoes" z Gangsta Boo
- "Author Of Authorz" z Lord Infamous
- "Killin Spree" z Nitemare Squad & Ezider
- "Whop Dat Bitch, Hurt Dat Hoe" z MC-Mack, Scanman & Pimp Teddy
- "Loosin My Mind" z T-Rock, Mr. Sche & Boss Bytch
- "Yeah Hoe" z Gangsta Boo, Indo G, Young Snipe, E-Gutta, Kelo & Nick Scarfo
- "My Posse" z Pastor Troy, Yo Gotti, Nick Scarfo & MC-Mack
- "The Dick" zh Indo G, Nick Scarfo & Kelo
- "The Answer" z Scanman, T-Rock, K-Rock, Cydelix, Total Kayos & MC-Mack
- "48 Hrz. To Respond (2000 Rap Dope Game)" z KIngpin Skinny Pimp
- "Wanksta" z Scanman & Ken Sample
- "Fie Cap" z Scanman
- "Diabolical" z C-Mob & Bizarre
- "Stick em up buck em Down" z J Blaque
- "War Love" z Lord Infamous